# محله هوایی نوادا پارک
محله هوایی نوادا پارک (به انگلیسی: Nevada County Air Park) (به زبان بومی: Nevada County Airport) یک فرودگاه همگانی بهره‌برداری هوایی است که یک باند فرود آسفالت دارد و طول باند آن ۱۳۲۶ متر است. این فرودگاه در شهر گرس ولی، کالیفرنیا کشور ایالات متحده آمریکا قرار دارد و در ارتفاع ۹۶۱ متری از سطح دریا واقع شده‌است.